# Point Pleasant (New Jersey)
Point Pleasant is een plaats (borough) in de Amerikaanse staat New Jersey, en valt bestuurlijk gezien onder Ocean County.

## Demografie
Bij de volkstelling in 2000 werd het aantal inwoners vastgesteld op 19.306.
In 2006 is het aantal inwoners door het United States Census Bureau geschat op 19.882, een stijging van 576 (3.0%).

## Geografie
Volgens het United States Census Bureau beslaat de plaats een oppervlakte van
10,8 km², waarvan 9,2 km² land en 1,6 km² water. Point Pleasant ligt op ongeveer 3 m boven zeeniveau.

## Plaatsen in de nabije omgeving
De onderstaande figuur toont nabijgelegen plaatsen in een straal van 8 km rond Point Pleasant.

## Geboren in Point Pleasant
- Tawny Cypress (8 augustus 1976), actrice
- Kirsten Dunst (30 april 1982), actrice